# Treaty United Football Club
El Treaty United Football Club es un club de fútbol de Irlanda, con sede en Limerick, Condado de Limerick. Fue fundado en 2020 y compite en la Primera División, segunda categoría del fútbol irlandés.

## Historia
Fue fundado en el año 2020 en la ciudad de Limerick luego de que el Limerick FC desapareciera en 2019. El nombre del equipo está inspirado en el Tratado de Limerick, el cual dio por finalizada la Guerra Guillermita de Irlanda. Originalmente el club se iba a llamar Limerick United pero no se pudo por problemas legales.
El equipo tendría su temporada de debut en 2020, pero no cumplieron con la licencia, y fue en 2021 que debutaron oficialmente en la Primera División de Irlanda tomando el lugar del Shamrock Rovers II.